# Thyolo
Thyolo is een plaats in Malawi en is de hoofdplaats van het gelijknamige district Thyolo.
Thyolo telt naar schatting 7000 inwoners.

## Geboren
- Bingu wa Mutharika (1934-2012), president van Malawi (2004-2012)

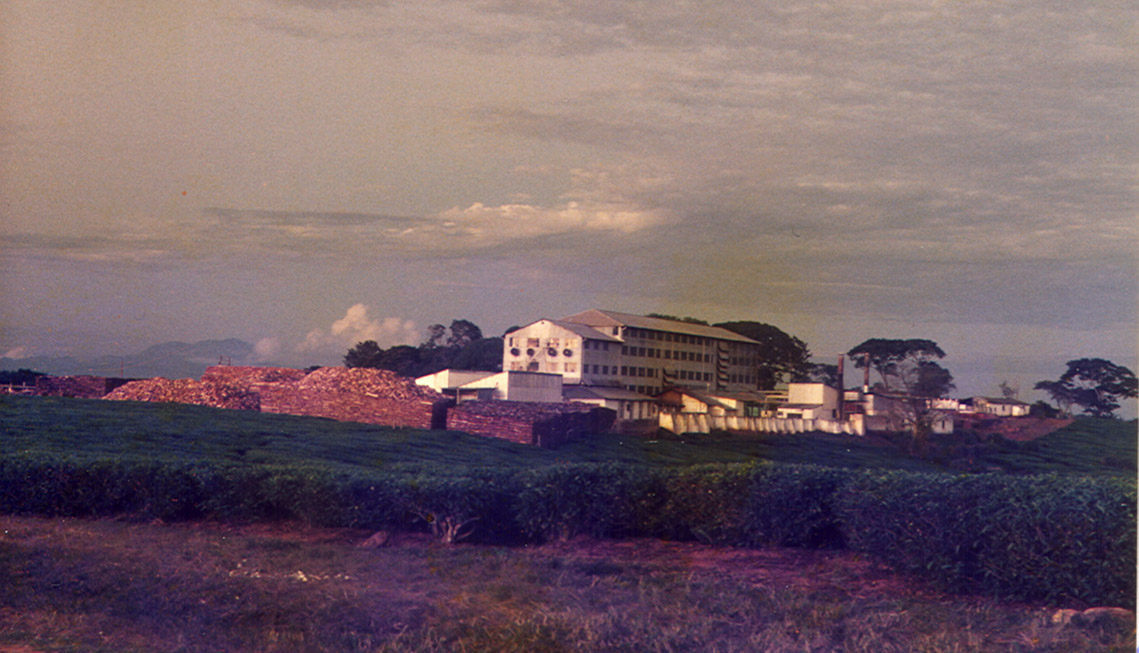
Theeplantage bij Thyolo